# Christoph Schneider-Harpprecht
Christoph Schneider-Harpprecht (* 1955) ist ein deutscher evangelischer Theologe.

## Leben
Nach der Promotion zum Dr. theol. in Bethel 1987 lehrte Schneider-Harpprecht von 1991 bis 1998 als Professor für Praktische Theologie an der Theologischen Fakultät der Evangelisch-Lutherischen Kirche in Brasilien in São Leopoldo. 1999 habilitierte er sich an der Universität Leipzig und leitete von 1998 bis 2000 das Seelsorgeinstitut der EKD an der Kirchlichen Hochschule Bethel. 2000 wurde er Professor, 2002 Rektor an der EH Freiburg. Von 2007 bis 2019 war er Bildungsreferent der badischen Landeskirche im Evangelischen Oberkirchenrat.

## Schriften (Auswahl)
- Trost in der Seelsorge. Stuttgart 1989, ISBN 3-17-010578-7.
- Interkulturelle Seelsorge. Vandenhoeck & Ruprecht, Göttingen 2001, ISBN 3-525-62367-4 (Digitalisat).
- mit Traugott Schächtele (Hrsg.): Kanzel in der Welt. Fragen des Heidelberger Katechismus beantwortet für unsere Zeit. Festschrift für Klaus Engelhardt zum 80. Geburtstag. Leipzig 2012, ISBN 978-3-374-03089-7.
- Seelsorge – christliche Hilfe zur Lebensgestaltung. Aufsätze zur interdisziplinären Grundlegung praktischer Theologie. Berlin 2012, ISBN 978-3-643-11517-1.